# كانتش (آراغاتسوتن)
مدينة كانتش (بالإنجليزية: Kanch) هي إحدى المدن التابعة لمقاطعة آراغاتسوتن في أرمينيا. يقدر عدد سكانها بـ126 نسمة حسب الإحصاء الذي جرى عام 2011.